# Evita (musical)
Evita é um musical com música de Andrew Lloyd Webber e letras de Tim Rice. Foi inspirado no filme do diretor argentino Carlos Pasini-Hansen,  "Queen of Hearts" (1972), baseado na vida e morte de Eva Perón (1919-1952) e sua influência na história argentina a partir da ascensão ao poder de seu marido Juan Perón, como presidente do país.
O musical começou como um  álbum conceitual de ópera-rock lançado em 1976, e seu sucesso levou a produções em Londres em 1978, ganhando o prêmio Laurence de Melhor Musical, e na Broadway, um ano depois, onde ele foi o primeiro musical britânico a receber o Prêmio Tony de melhor musical.
Depois de transformar, em 1970, Jesus Cristo em "superstar" do rock, num musical que fez sucesso em todo mundo (Jesus Cristo Superstar), a dupla Andrew Lloyd Webber e Tim Rice revisitaram uma das maiores personalidades da Argentina - Maria Eva Duarte de Perón (1919-1952), para a ópera-rock Evita, de 1976:
"Foi como alegoria gloriosa da Argentina, através de um especial da BBC inglesa, que dois jovens, Tim Rice e Andrew Lloyd, conheceram Evita. Em meados da década de 1970, mais de 20 anos após a sua morte, Eva Perón ainda era o símbolo máximo da Argentina. Ao mesmo tempo intrigados e fascinados, movidos pelo carisma daquela mulher, realizaram a ópera-rock mais exuberante que já foi escrita. Supera todas as suas similares em brilho, fascínio, luxo... É a eloquente ressurreição de uma figura fascinante. Através desta ópera – a mais consagrada da segunda metade do século XX – Evita continua viva em todos os palcos do mundo. Ela tornou-se uma figura ainda mais conhecida e comentada. Ela é hoje não apenas parte da história e da cultura portenha, como também do cenário cultural mundial."
O musical ganhou uma adaptação ao cinema em 1996, estrelado por Madonna e Antonio Bandeiras como Evita e Che, respectivamente. Venceu o Oscar de Melhor Canção Original por You Must Love Me.

## História
Em uma viagem em 1973, Rice ouviu falar de Eva Perón no final de um programa de rádio que o intrigou. Como um colecionador de selos, ele tinha sido fascinado por sua imagem nos selos argentinos, mas não tinha conhecimento de sua importância na história da Argentina. Ele começou a investigação e foi apresentado por um executivo da Cinema International Corporation, ao cineasta argentino Carlos Pasini Hansen que tinha produzido "Queen of Hearts" em (1972). O executivo também conseguiu achar o filme para Rice assistir, que fez,  "pelo menos vinte vezes", dizendo também que "por esse tempo que eu tinha visto o filme eu pesquisei sobre  Pasini, eu estava viciado". Rice passou a investigar Eva Perón, indo tão longe a ponto de viajar para Buenos Aires para pesquisar sua vida com muitos documentos e contatos que Pasini tinha fornecido, e ele se tornou fascinado pela mulher; chegando a nomear sua primeira filha depois dela.
Rice sugeriu a ideia de um musical baseado nela para Lloyd Webber, mas, embora a ideia de escrever uma pontuação incluindo tangos, e música latina o intrigou, Lloyd Webber, em última instância rejeitou a ideia. Ele decidiu colaborar com Alan Ayckbourn em Jeeves, um tradicional Rodgers musical, que provou ser um fracasso comercial e de crítica. Depois de Jeeves, Lloyd Webber voltou a conversa com Rice, e eles começaram a desenvolver a proposta musical de Rice.

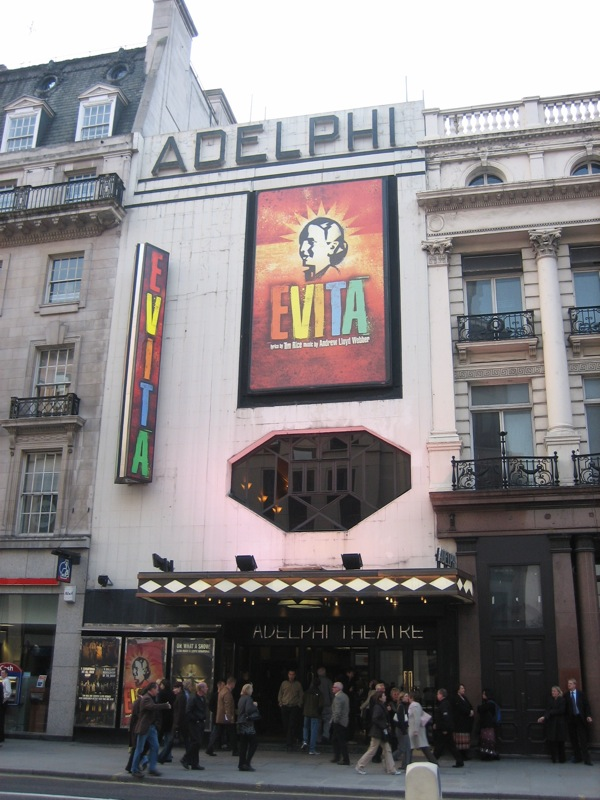
Evita no Adelphi Theatre na Inglaterra

Os autores do livro de 1996, Evita: The Real Life of Eva Perón, afirmam que o musical foi baseado na biografia de Mary Main, Evita: The Woman with the Whip que foi extremamente crítico de Eva Perón . Embora Rice elogiou a biografia principal, nunca foi oficialmente creditado como material de origem. Rice criou um personagem, o Che, para servir como um narrador e coro grego. Embora ele tenha descoberto apenas depois que Che Guevara era argentino, e não era sua intenção original que o personagem basear-se-lhe, no entanto, quando Harold Prince mais tarde se envolveu com o projeto, ele insistiu que os atores que representarem Che, tenham Che Guevara  como modelo. Na adaptação para o filme de 1996, o personagem voltou às suas raízes mais anônimos. Este também foi o caso do reavival de Londres em 2006.
Lloyd Webber e o maestro Anthony Bowles apresentou o musical no segundo Festival Sydmonton antes de fazer a gravação com a Orquestra Filarmônica de Londres.

### Gravação
Como haviam feito anteriormente com Jesus Christ Superstar, o time de compositores decidiu gravar Evita como um álbum musical, e a atriz e cantora Julie Covington cantou o papel-título, depois deles lembrarem de seu desempenho no musical Godspell. A gravação, que foi lançado pela MCA Records que tinha anteriormente comercializado Jesus Christ Superstar, iniciou em abril de 1976 e foi produzido por Lloyd Webber e Rice. A gravação foi projetada por David Hamilton Smith, que Rice iria reconhecer mais tarde como um terceiro produtor. Ele também escreveu a linha do libreto que "a política é mais do que entreter os camponeses", uma refutação ao discurso de Eva (Don't Cry for Me Argentina) no álbum.
Lançado em 1976, o conjunto de dois discos incluiu Paul Jones como Juan Perón, Colm Wilkinson como Che, Barbara Dickson como amante de Perón, e Tony Christie como Agustín Magaldi.  Murray Head, que teve enorme sucesso com o álbum Superstar gravou algumas demos mas Rice admitiu mais tarde que, "Realmente não reproduz a magia que seu retrato de Judas tinha". Colm Wilkinson tinha jogado recentemente Judas na produção londrina de Superstar e concordou em fazer um teste: "Levou apenas algumas falas para saber que ele era o nosso homem", afirmou Rice.
O diretor Pasini escreveu o diálogo em espanhol da primeira cena, "um cinema em Buenos Aires, 26 de julho de 1952". Nesta gravação, ele fez o papel do ator num filme que faz uma parada para ler o comunicado oficial da morte de Eva. Quando o álbum foi apresentado à imprensa, no país de origem de Lloyd Webber, Pasini organizou uma apresentação fotográfica com seu colega Anton Furst para acompanhar o lançamento. Sua contribuição para o desenvolvimento do projeto foi reconhecido quando Rice e Lloyd Webber admitiram em um discurso de agradecimento depois.
Na Grã-Bretanha, Austrália, África do Sul, América do Sul e em várias partes da Europa, as vendas do álbum conceitual superaram as de Jesus Cristo Superstar; nos Estados Unidos, no entanto, nunca atingiu o mesmo nível de sucesso. A gravação de Covington, Don't Cry For Me Argentina foi lançada em outubro de 1976,  e chegou ao 1º lugar no UK Singles Chart, e fez sucesso semelhante internacionalmente. "Another Suitcase in Another Hall"  também se tornou um hit. Nos EUA e Reino Unido, respectivamente, Karen Carpenter, Olivia Newton-John , e Petula Clark lançaram versões cover de "Don't Cry for Me Argentina".

## Trama[1]

### Ato I
A abertura revela um cinema em Buenos Aires, Argentina, em 26 de Julho de 1952, onde o público está assistindo a um filme ("Um Cinema em Buenos Aires, 26 de julho de 1952"). O diálogo em espanhol que é ouvido durante o filme, e interrompido por um locutor, com a mensagem de que  "Eva Perón, líder espiritual da nação, morreu ás 20:25 horas desta noite..."  O público fica triste e de coração partido, canta  "Requiem gpr Evita" (em latim, modelado em um católico requiem). Che, o narrador, cinicamente avalia a dor histérica que se apoderou Argentina, quando Evita morre ("Oh What a Circus!").
Che introduz o público a uma Eva aos 15 anos, em 1934, onde ela tem seu primeiro caso de amor com Agustín Magaldi, um cantor de tango, depois de o encontrar em um de seus shows ("On This Night of a Thousand Stars"). Eva chantageia Magaldi para que a leve com ele para Buenos Aires e, embora inicialmente ele resista, finalmente se rende ("Eva, Beware of the City"). Após a sua chegada na cidade, Eva canta sobre suas esperanças e ambições de glória como atriz ("Buenos Aires"). Após sua chegada, Eva rapidamente deixa Magaldi, e Che relata a história de como Eva sobe na escada social, tornando-se uma modelo, estrela de rádio e atriz ("Goodnight e Thank You"). Ele então revela o golpe de Estado em 1943 e sucesso de Eva, o que implica que a política da argentina e a carreira de Eva em breve poderão  coincidir. Che também faz questão de apresentar a figura do coronel Juan Domingo Perón, um coronel militar ambicioso, que se estava destacando na política argentina. ("Got The Lady Potencial").  Em um jogo de cadeiras musicais que representa a ascensão de figuras políticas na Argentina, Perón e outras figuras militares competem pelo poder e expõem a sua estratégia política ("The Art of the Possible").
Depois de um devastador terremoto que atinge a cidade de San Juan, Perón organiza um concerto de caridade no Luna Park para prestar ajuda às vítimas. Eva assiste e brevemente se reúne com Agustín Magaldi, que friamente a evita por suas ações passadas. Perón aborda a multidão com palavras de encorajamento e vai para o backstage, onde conhece Eva ("Charity Concert"). Ele e Eva compartilham um encontro secreto após o concerto de caridade, onde Eva sugere que ela poderia ajudar Perón a ascender ao poder ("I'd Be Surprisingly Good For You"). Eva "dispensa" a amante de Perón (a personagem é conhecida apenas por esse título), que pondera as consequências da rejeição ("Another Suitcase in Another Hall").
Depois de morar com Perón, Eva é apresentada à alta sociedade, mas é recebida com desdém pelas classes altas e pelo exército Argentino ("Perón's Latest Flame"). Em 1946, Perón lança sua candidatura à presidência, depois de ter sido promovido a general do exército, e ao mesmo tempo na cama com Eva, ele discute suas chances de ganhar a eleição, e expõe as suas dúvidas. Eva tranquiliza-o e logo organiza comícios onde as pessoas mostram o seu apoio e esperança de um futuro melhor, enquanto nos bastidores Perón e seus aliados armam um complô para eliminar qualquer um que esteja em seu caminho ("A New Argentina").

### Ato II
Perón é eleito presidente, com uma vitória arrasadora em 1946. Ele fica "No balcão da Casa Rosada" abordando seus votantes. Eva fala a partir da varanda do palácio presidencial para seus partidários ardorosos, onde ela revela que, apesar de sua meta inicial de alcançar a fama e glória, ela encontrou sua verdadeira vocação no serviço ao povo de seu país ("Don't Cry For Me Argentina"). Che analisa o preço da fama quando Eva dança no Baile Inaugural com Perón, agora presidente eleito ("High Flying, Adored").
Eva insiste em uma imagem de glamour, a fim de impressionar o povo da Argentina e promover o peronismo. Ela se prepara para turnê na Europa vestida pelos seus consultores de moda ("Rainbow High"). Sua famosa turnê de 1946 recebe resultados mistos ("Rainbow Tuor"); Os espanhóis a adoram, mas os italianos comparam o seu marido a Benito Mussolini, a França não se impressiona, e os ingleses desdenham dela, convidando-a a uma propriedade rural, em vez de o Palácio de Buckingham. Eva afirma seu desdém para a classe alta, enquanto Che pede a ela para começar a ajudar os necessitados, como ela prometeu ("The Actress Hasn't Learned the Lines (You'd Like to Hear)"). Eva começa a Fundação Eva Perón, para direcionar seu trabalho de caridade. Che descreve o trabalho de caridade de Eva como controverso, insinuando que é possível que tenha havido lavagem de dinheiro, dado que a organização e a contabilidade eram desprezadas em favor da resposta imediata aos problemas.  ("And the Money Kept Rolling In (And Out)").
Eva aparece em uma igreja para tomar o sacramento na frente de seus partidários ardorosos ("Santa Evita"), mas entra em um estado de transe, começando a ter alucinações e desmaia. Em sua visão, ela e Che acaloradamente debatem as suas ações; Che acusa Eva de usar o povo argentino para seus próprios fins, enquanto Eva cinicamente responde que não há glória na tentativa de resolver os problemas do mundo do lado de fora ("A Waltz for Eva and Che"). No final da discussão, Eva finalmente admite para si mesma e a Che que ela está morrendo e que não pode continuar por muito mais tempo. Depois, Eva Perón finalmente entende que Péron e o povo a amam por si mesma e não apenas pela sua aparência, ou pelo que ela pode fazer pela carreira do marido (" You Must Love Me ").
Os generais de Perón ficam chateados pelas constantes intromissões de Eva na politica do Estado e exigem que Perón a force a abandonar a política. No entanto, Perón afirma que se não fosse por ela, eles nunca teriam conseguido se manter no poder ("She is a Diamond"). No entanto, ele também reconhece que ela não será capaz de continuar trabalhando por muito tempo, e em breve vai sucumbir ao câncer. Enquanto isso, Eva está determinada a concorrer à vice-presidência, apesar do medo de Perón da irritacao que ela ira provocar nos generais se for eleita,alem de que a saúde de Eva esta muito debilitada para qualquer trabalho estressante, mas Eva insiste que ela pode continuar, apesar de sua saúde estar a piorar ( "Dice Are Rolling" / "Eva's Sonnet").
Percebendo que está perto da morte, Eva renuncia da sua jornada pela vice-presidência e jura amor eterno pelo povo da Argentina ("Eva's Final Broadcast"). As realizações de Eva piscam diante de seus olhos antes morte ("Montagem"), e ela pede perdão, contemplando a sua escolha de fama e glória, ao invés de uma vida longa ou filhos ("Lament"). Eva morre e embalsamadores preservam seu corpo para sempre. Che observa que um monumento estava previsto para ser construído para Evita, mas que "apenas o pedestal foi concluído, quando o corpo de Evita desapareceu há 17 anos ..."

## Números musicais[1]
Primeiro ato
- "A Cinema in Buenos Aires, 26 July 1952 - Multidão
- "Requiem for Evita" – Coros
- " Oh What a Circus " – Che e Multidão
- "On This Night of a Thousand Stars" – Magaldi
- "Eva and Magaldi" / "Eva, Beware of the City" – Eva, Magaldi e família de Evita
- "Buenos Aires" - Eva e Multidão
- "Good Night and Thank You" – Che, Eva, Magaldi e amantes
- "The Lady's Got Potential" – Che*
- "The Art of the Possible" – Perón, Generais e Eva
- "Charity Concert" – Perón, Che, Magaldi e Eva
- "I'd Be Surprisingly Good For You" – Eva e Perón
- "Hello and Goodbye" - Eva
- "Another Suitcase in Another Hall" – Ministros de Peron e Coro masculino
- "Peron's Latest Flame" – Che, Aristocratas, Soldados e Eva
- "A New Argentina" – Eva, Che, Perón e Multidão

Segundo ato
- Entracte
- "On The Balcony of the Casa Rosada" – Perón, Che e Multidão
- "Don't Cry for Me Argentina" – Eva
- "High Flying Adored" – Che and Eva
- "Rainbow High" - Eva e camareiras
- "Rainbow Tour" – Perón, Assessores e Che
- "The Actress Hasn't Learned the Lines (You'd Like to Hear)" – Eva, Aristocratas e Che
- "And the Money Kept Rolling In (And Out)" – Che e Multidão
- "Santa Evita" – Crianças e Coros
- "A Waltz for Eva and Che" – Eva e Che
- "You Must Love Me" - Eva
- "Peron's Latest Flame Playoff" - Soldados**
- "She is a Diamond" – Perón**
- "Dice Are Rolling" / "Eva's Sonnet" – Perón e Eva
- "Eva's Final Broadcast" – Eva
- "Montage" – Eva, Che, Perón and Chorus***
- "Lament" – Eva, Embalsamadores e Che

## Análise da música
O musical emprega uma gama eclética de estilos. Música Clássica em Evita inclui a peça coral de abertura ("Requiem for Evita") e um interlúdio coral em "Oh What a Circus", bem como passagens instrumentais em todo o  musical como a versão orquestral do  "Lament" e a introdução de  "Don't Cry for Me Argentina". Estilos rítmicos latinos são ouvidos em peças como "Buenos Aires",  "And the Money Kept Rolling in (And Out)"  e  "On This Night of a Thousand Stars", enquanto baladas incluem "High Flying, Adored"  e  "Another Suitcase in Another Hall".  Canções Rock incluem  "Oh What a Circus",  "Peron's Latest Flame", e uma música cortada da produção original chamado  "The Lady's Got Potential". A canção foi reintegrada para o filme de 1996 com letras revisadas por Rice, e também tem sido usado na produção japonesa, checa, e dinamarquesa, para expandir a história argentina para o público menos familiarizado com o assunto.

## Exatidão histórica do espetáculo
Tomas Eloy Martinez afirmou:
Che, bem como Evita simbolizam certas crenças ingênuas, mas eficazes: a esperança de um mundo melhor; uma vida sacrificada no altar dos deserdados, dos humilhados, dos pobres da terra. São fatos que de alguma forma se reproduzem com a imagem de Cristo .
- Tomas Eloy Martinez
A letra e a história do musical são baseados na biografia de Mary Main,  Evita: The Woman with the Whip, que foi pesadamente contra Evita. Logo após o lançamento do musical, Nicholas Fraser e Marysa Navarro publicaram um relato mais neutro de sua vida, intitulado Eva Perón: The Real Lives of Eva Perón, dizendo que muitas das afirmações de Main (que influenciaram as letras de Rice) eram falsas, tais como a sugestão de que Eva tinha ido primeiro a Buenos Aires como amante de um músico casado, Agustín Magaldi. Em vez disso, eles escreveram: a mãe de Eva, Doña Juana, tinha levado ela quando aspirava a tornar-se uma atriz de rádio. Alguns críticos também sugeriram que as letras de Rice menosprezaram as realizações de Evita desnecessariamente, especialmente seu trabalho de caridade. De acordo com Navarro e Fraser, "ela [Evita] foi baseada em grande parte nas versões mais antigas e duvidosas da vida de Eva, algo aconteceu com o conto em sua releitura e a Evita retratada no espetáculo, vestida pela primeira vez como uma adolescente, então uma prostituta, e, finalmente, em tule e joias de prata, como primeira-dama, estava longe de ser simpática."
Após o sucesso da versão cinematográfica de Evita, em 1996, um filme biográfico argentino sobre Perón foi lançado, intitulado Eva Perón: A True Story, afirmando corrigir as distorções feitas pelo musical de Lloyd Webber.

## Produções brasileiras

### 1983: primeira produção brasileira
Dirigido por Maurício Shermann e estrelada por Cláudya como Evita, Mauro Mendonça como Perón, Carlos Augusto Strazzer como Che, Sílvia Massari como amante de Perón, e Hildon Prado como Magaldi (o homem considerado pela história como amante de Evita), estreou no Teatro João Caetano, no Rio de Janeiro em 12 de Janeiro de 1983, e mais tarde mudou-se para Teatro Palace, em São Paulo em 1986. Foi inaugurado com grande sucesso no Brasil, com a cantora Claudya sendo considerada por alguns críticos como o melhor do musical. Os produtores ingleses, Robert Stigwood e David Land, depois de assistir a produção brasileira, disseram que Claudya era a melhor Evita entre todas as que tinham interpretado o papel.
- Diretor: Maurício Shermann
- Coreografia: Johnny Franklin
- Maestro e Diretor Musical: Edson Frederico
- Encenação: Miguel Rosenberg

### 2011: segunda produção brasileira
A segunda produção brasileira foi dirigida por Jorge Takla e estreou no Teatro Alfa, em março de 2011, com Paula Capovilla como Evita, Daniel Boaventura como Perón e Fred Silveira como Che.

### 2022: Evita Open Air
Em 7 de julho de 2022, estreou no Parque Villa-Lobos, em estrutura ao ar livre montada especialmente para o musical, a terceira produção brasileira de Evita, inspirada na produção do Regent's Park Open Air Theatre em Londres, com Myra Ruiz como Evita, Cleto Baccic como Perón e Fernando Marianno como Che. 

## Prêmios e indicações[12]

### Produção original de Londres
| Ano  | Prêmio                 | Categoria                               | Nomeação            | Resultado |
| ---- | ---------------------- | --------------------------------------- | ------------------- | --------- |
| 1978 | Laurence Olivier Award | Melhor Musical Novo                     | Melhor Musical Novo | Venceu    |
| 1978 | Laurence Olivier Award | Melhor Performance Feminina em Musical  | Elaine Paige        | Venceu    |
| 1978 | Laurence Olivier Award | Melhor Performance Masculina em Musical | David Essex         | Indicado  |
| 1978 | Laurence Olivier Award | Diretor do Ano                          | Harold Prince       | Indicado  |

### Produção original da Broadway
| Ano  | Prêmio                     | Categoria                          | Nomeação                          | Resultado |
| ---- | -------------------------- | ---------------------------------- | --------------------------------- | --------- |
| 1980 | Drama Desk Award           | Melhor Musical                     | Melhor Musical                    | Venceu    |
| 1980 | Drama Desk Award           | Melhor Letra                       | Tim Rice                          | Venceu    |
| 1980 | Drama Desk Award           | Melhor Música                      | Andrew Lloyd Webber               | Venceu    |
| 1980 | Drama Desk Award           | Melhor Ator em Musical             | Mandy Patinkin                    | Venceu    |
| 1980 | Drama Desk Award           | Melhor Atriz em Musical            | Patti LuPone                      | Venceu    |
| 1980 | Drama Desk Award           | Melhor Ator Coadjuvante em Musical | Bob Gunton                        | Venceu    |
| 1980 | Drama Desk Award           | Melhor Diretor em Musical          | Harold Prince                     | Venceu    |
| 1980 | Drama Desk Award           | Melhor Coreografia                 | Larry Fuller                      | Venceu    |
| 1980 | Drama Desk Award           | Melhor Figurino                    | Timothy O'Brien and Tazeena Firth | Indicado  |
| 1980 | Drama Desk Award           | Melhor Iluminação                  | Timothy O'Brien and Tazeena Firth | Indicado  |
| 1980 | Outer Critics Circle Award | Melhor Letrista                    | Tim Rice                          | Venceu    |
| 1980 | Tony Award                 | Melhor Musical                     | Melhor Musical                    | Venceu    |
| 1980 | Tony Award                 | Melhor Trilha Sonora Original      | Andrew Lloyd Webber e Tim Rice    | Venceu    |
| 1980 | Tony Award                 | Melhor Libreto                     | Tim Rice                          | Venceu    |
| 1980 | Tony Award                 | Melhor Atriz Principal em Musical  | Patti LuPone                      | Venceu    |
| 1980 | Tony Award                 | Melhor Ator Coadjuvante em Musical | Mandy Patinkin                    | Venceu    |
| 1980 | Tony Award                 | Melhor Ator Coadjuvante em Musical | Bob Gunton                        | Indicado  |
| 1980 | Tony Award                 | Melhor Direção de Musical          | Harold Prince                     | Venceu    |
| 1980 | Tony Award                 | Melhor Iluminação                  | David Hersey                      | Venceu    |
| 1980 | Tony Award                 | Melhor Direção de Arte             | Timothy O'Brien and Tazeena Firth | Indicado  |
| 1980 | Tony Award                 | Melhor Figurino                    | Timothy O'Brien and Tazeena Firth | Indicado  |
| 1980 | Tony Award                 | Melhor Coreografia                 | Larry Fuller                      | Indicado  |

### Nova versão do West End de 2006
| Ano  | Prêmio                 | Categoria                 | Nomeação                  | Resultado |
| ---- | ---------------------- | ------------------------- | ------------------------- | --------- |
| 2007 | Laurence Olivier Award | Melhor Revival de Musical | Melhor Revival de Musical | Indicado  |
| 2007 | Laurence Olivier Award | Melhor Ator em Musical    | Philip Quast              | Indicado  |
| 2007 | Laurence Olivier Award | Melhor Atriz em Musical   | Elena Roger               | Indicado  |
| 2007 | Laurence Olivier Award | Melhor Coreografia        | Rob Ashford               | Indicado  |

### Nova versão da Broadway de 2012
| Ano  | Prêmio           | Categoria                          | Nomeação                  | Resultado |
| ---- | ---------------- | ---------------------------------- | ------------------------- | --------- |
| 2012 | Tony Award       | Melhor Revival de Musical          | Melhor Revival de Musical | Indicado  |
| 2012 | Tony Award       | Melhor Ator Coadjuvante em Musical | Michael Cerveris          | Indicado  |
| 2012 | Tony Award       | Melhor Coreografia                 | Rob Ashford               | Indicado  |
| 2012 | Drama Desk Award | Melhor Revival de Musical          | Melhor Revival de Musical | Indicado  |
| 2012 | Drama Desk Award | Melhor Ator em Musical             | Ricky Martin              | Indicado  |
| 2012 | Drama Desk Award | Melhor Ator Coadjuvante em Musical | Michael Cerveris          | Indicado  |
| 2012 | Drama Desk Award | Melhor Coreografia                 | Rob Ashford               | Indicado  |
| 2012 | Drama Desk Award | Melhor Iluminação                  | Neil Austin               | Indicado  |